# ISO 3166-2:SH
ISO 3166-2:SH is een ISO-standaard met betrekking tot de zogenaamde geocodes. Het is een subset van de ISO 3166-2 tabel, die specifiek betrekking heeft op Sint-Helena, Ascension en Tristan da Cunha. 
De gegevens werden tot op 13 december 2011 geüpdatet op het ISO Online Browsing Platform (OBP). Hier worden 3 geografische entiteiten - geographical entity (en) / entité géographique (fr) – gedefinieerd.
Volgens de eerste set, ISO 3166-1, staat SH voor Sint-Helena, Ascension en Tristan da Cunha, het tweede gedeelte is een tweeletterige code.

## Codes
| Code  | Naam             |
| ----- | ---------------- |
| SH-AC | Ascension        |
| SH-HL | Saint Helena     |
| SH-TA | Tristan da Cunha |